# 岐阜市東部体育館
岐阜市東部体育館（ぎふしとうぶたいいくかん）は、岐阜県岐阜市芥見4丁目にある体育館である。

## 概要
- 1984年（昭和59年）6月開館。
- 指定管理者制度を導入しており、岐阜南スポーツコミュニティが管理運営する[1][2]。
- 岐阜市東部コミュニティセンターに隣接する。

## 施設
1階
- 競技場

広さは1,224㎡
バスケットボール2面、バレーボール2面、バドミントン8面、テニス3面、卓球16台の使用が可能
- 会議室
- 卓球場

2階
- 体育室（剣道場、柔道場）
- 観覧席（固定席212席）

## 利用案内
- 住所：岐阜県岐阜市芥見4丁目68
- 開館時間：9:00〜21:00
- 休館日：月曜日、年末年始（12月29日〜1月3日）

## 交通アクセス
- 岐阜バス大洞団地線、岐阜関線、岐阜美濃線「東芥見」バス停より徒歩約5分。
  - 名鉄岐阜駅（岐阜バスターミナル）・岐阜駅（JR岐阜駅バスターミナル）より、【B74】「大洞緑団地」、【B81】「せき東山」、【B83】「岐阜医療科学大学」、【B87】「中濃庁舎」行き
- 岐阜市コミュニティバス（藍川地区「あいあいバス」、芥見東・南地区「みどりっこバス」、芥見・岩地区「芥見岩っこバス」）「東部コミセン」バス停より徒歩すぐ。

## 周辺施設
- 岐阜市東部コミュニティセンター
- 岐阜市東部事務所
- 岐阜市立藍川中学校
- 東海第一自動車学校
- JAぎふ芥見